# Parasarcophaga cyrtophorae
Parasarcophaga cyrtophorae är en tvåvingeart som beskrevs av Cantrell 1986. Parasarcophaga cyrtophorae ingår i släktet Parasarcophaga och familjen köttflugor. Inga underarter finns listade i Catalogue of Life.